# SUMO (proteína)
SUMO (de sus siglas en inglés small ubiquitin-like modifier) es una pequeña proteína de aproximadamente 100 aminoácidos (unos 12 kDa) que modifica covalentemente a otras proteínas (específicamente el grupo amino de la lisina que residen en las proteínas diana) en las células eucariotas mediante un proceso denominado sumoilación (proceso post-traduccional). 
También es conocida por otros nombres, como GMP-1, sentrin-1, SMT3 y UBL1.
SUMO es una proteína globular, de estructura muy similar a la ubiquitina, aunque no comparte con ésta una alta similitud en su secuencia primaria. En los mamíferos existen tres proteínas homólogas, SUMO-1, SUMO-2 y SUMO-3. Se ha reportado una cuarta proteína (SUMO-4), pero no existen aún muchos detalles sobre ella. Hay evidencia, sin embargo, de que SUMO-4 no tiene la capacidad de modificar otros factores de manera covalente.
La proteína SUMO interviene en el crecimiento, señalización y diferenciación de la célula; y tiene diversas funciones como el control del tráfico proteico, sus interacciones y la correcta segregación de cromosomas. Por tanto, su alteración o mutación genera cambios en la célula que impiden que cumpla con sus funciones, además, es una proteína que está asociada a diferentes enfermedades y patologías, como por ejemplo, el cáncer, enfermedades neurodegenerativas, entre otras.

## Localización
La proteína SUMO se encuentra asociada a proteínas diana mediante una unión covalente. Muchas veces, SUMO se encarga de cambiar la localización subcelular de la proteína diana, lo que conlleva modificación de los procesos biológicos. 

Los estudios basados en el organismo Drosophila melanogaster en el campo de la bioquímica y de la genética han permitido estudiar el papel de las proteínas SUMO. Asimismo, el uso de proteínas fluorescentes de captura de SUMO es un sistema que permite estudiar el proceso de la sumoilación y su localización subcelular en células de mamíferos y ovocitos de nematodos.
La conjugación de SUMO y proteínas diana permite la modificación de proteínas, lo que permite regular diversos procesos biológicos de los organismos del dominio eucariótico. De hecho, desempeña una función esencial en la mayoría de vías biológicas. Algunas de las más destacadas son:
- Las vías que dependen de SUMO se relacionan con el transporte nucleocitoplasmático al regular la ubicación de las proteínas diana y enzimas que intervienen en la sumoilación y en la desumoilación. De esta manera, las proteínas diana ven alterado su estado de sumoilación.[7]
- Las modificaciones postraduccionales como la sumoilación en los espermatozoides maduros regulan su motilidad y la integridad de su ADN. Esto lo podemos ver, gracias al análisis de inmunofluorescencia, en la expresión y localización de SUMO-1 en el acrosoma del espermatozoide del Bubalus bubalis. Así, la localización de proteínas sumoiladas a través de la modificación postraduccional (PTM) desempeña un papel esencial en estas células.[8]
- Datos recientes señalan que el modificador SUMO está vinculado en los procesos de control de la biogénesis de los ribosomas y su ruta de maduración. En concreto, la proteína SENP3 es crucial en la vía de maduración 60S en los mamíferos. Se ha identificado, asociado a SENP3, un complejo proteico conformado por PELP1-TEX10-WDR18. La partición nucleolar de este complejo se ve impedida por la falta de desumoilación que lleva a cargo SENP3 sobre el objetivo o diana PELP1.[9]
- El huso mitótico funciona correctamente si el cinetocoro interacciona de forma equilibrada con los microtúbulos astrales (fuera del huso). La primera estructura se encarga de la segregación cromosómica y la segunda, del posicionamiento del huso. La proteína Kar9 de la levadura se encuentra tanto en los microtúbulos astrales como en los cinetocoros. En el caso de los cinetocoros, la Kar9 es la proteína objetivo (diana) de degradación proteasómica por parte de las ligasas de ubiquitina dirigidas a SUMO (STUbLs). Los cinetocoros podrían servir de plataforma para reclutar STUbLs, de manera que se pueda garantizar el correcto funcionamiento del huso.[10]
- La vía SUMO está estrechamente relacionada con la vía MAPK, que se encarga de traducir señales extracelulares en respuestas intracelulares. La convergencia de ambas rutas facilita la modulación del factor de transcripción. Esta relación se demostró, en un primer momento, gracias a la desumoilación del factor de transcripción Elk-1 que provocaba la activación de la vía ERK.[11]

## Estructura característica
La extensión de la proteína SUMO es alrededor de unos 100 aminoácidos de longitud, por lo que se considera una cadena corta, y 12 000 Daltons (Da) (o 12 kDa) de masa. A pesar de presentar una similitud del 18% con la cadena de aminoácidos de la ubiquitina, la estructura tridimensional de ambas representa un 48% de semejanza. SUMO tiene una estructura terciaria llamada Ub-fold, esta consiste en un plegamiento central de conformación β globular alrededor de una hélice alfa. Este dominio es altamente común entre las UBLs (del inglés, Ubiquitin like proteins), este es el motivo por el cual las estructuras tridimensionales de SUMO y la ubiquitina son altamente similares y superponibles.
Sin embargo, las distribuciones de carga superficial de las dos proteínas son bastante diferentes lo que indica su especificidad respecto a diferentes enzimas y substratos. 

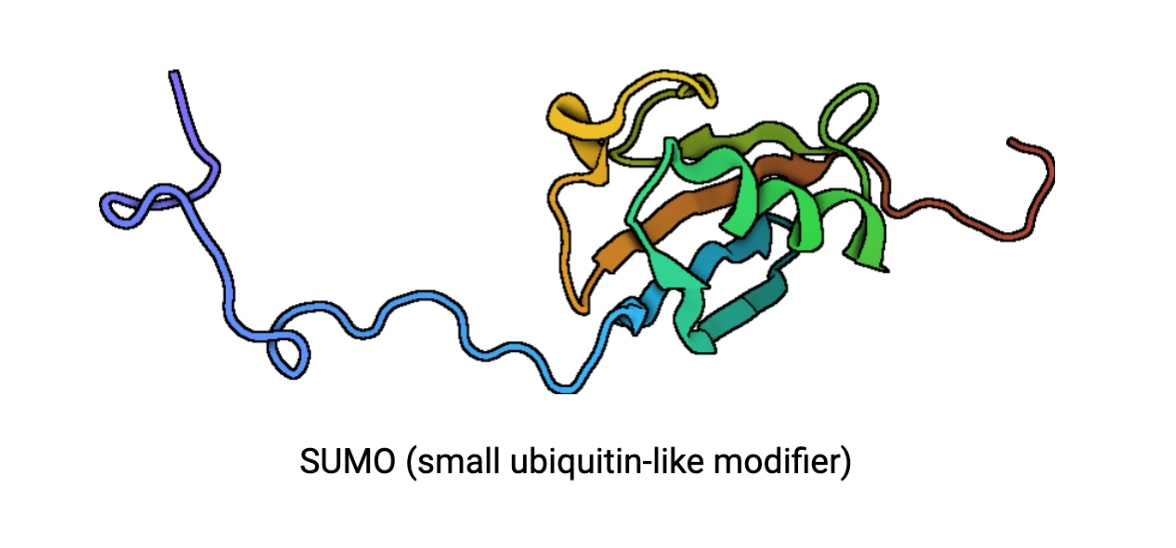
Estructura tridimensional de la proteína SUMO

En la levadura, moscas y nemátodos existe tan solo un gen que codifica la proteïna SUMO puesto que en estas especies solo ha sido identificada una isoforma de SUMO (por ejemplo, en la levaudra Saccharomyces cerevisiae el único gen que codifica dicha proteïna es el SMT3). En cambio, en las células de los mamíferos nos encontramos con 4 tipos de SUMO proteínas (SUMO 1, SUMO 2, SUMO 3 y SUMO 4). Cada una de ellas presenta una estructura ligeramente diferente a la otra. En el caso de la SUMO 1, esta presenta más diferencias estructurales con las demás, con solo un 47% de similitud con las SUMO 2 y 3, en la secuencia los aminoácidos; por el contrario, estas dos últimas solo presentan disparidad en el extremo N-terminal. Por último, la SUMO 4 presenta un 87% de semejanza a la secuencia de aminoácidos de la SUMO 2, a pesar de esto, no se considera propiamente una proteína SUMO funcional, ya que presenta una ausencia de intrones en su secuencia, entre otras razones.

## Tipos de SUMO
Hay diferentes tipos de esta proteína; la especificidad de cada vía SUMO se puede clasificar según la regulación redox, la acetilación y la fosforilación, entre otras modificaciones postraduccionales. En humanos, existen 4 isoformas de SUMO:
- SUMO-1: un 50% de su secuencia de aminoácidos es idéntico a la de SUMO-2. Durante la mitosis, se encuentra en el huso mitótico y la zona media del huso. Su localización en este proceso difiere a la proteína SUMO-2/3, de manera que se puede afirmar que cada parálogo regula una etapa distinta de la mitosis en células de mamíferos. Se une a un sustrato como monómero. Esta cadena puede comunicarse con otros complejos proteicos a través de SIM (motivo interactivo SUMO).[6]
- SUMO-2 y SUMO-3: a menudo estas dos isoformas de SUMO se clasifican (SUMO-2/3) juntas debido a la similitud que presentan. Tienen glutamina en la posición 90. En el proceso mitótico se ubica en centrómeros y cromosomas condensados; gracias a la conjugación SUMO-2/3 con la topoisomerasa II aparece un producto esencial asociado a los cromosomas mitóticos. En este caso, puede formar cadenas poli-SUMO.[14]
- SUMO-4: tiene prolina en la posición 90, por lo que en condiciones normales no se usa, sino que se encarga de las modificaciones postraduccionales bajo estrés.

## Funciones
La modificación por SUMO está implicada en la regulación de un gran número de procesos biológicos, entre los que se incluyen la transcripción genética (principalmente represión de la transcripción), el ciclo celular, la apoptosis, tráfico intracelular e intranuclear y estabilidad de las proteínas. 
La función principal de SUMO es unirse de manera reversible a lisinas de una infinidad de sustratos proteicos de los cuales puede modificar su destino o función, esto lo puede realizar induciendo cambios conformacionales internos que pueden cambiar las propiedades intrínsecas de los sustratos.

#### Regulación de la transcripción genética
SUMO tiene un papel primordial en la regulación de la transcripción genética, principalmente reprimiéndola, esto es llevado a cabo mediante la sumoilación de factores de transcripción (FT). 
Los efectos transcripcionales de la sumoilación de factores de transcripción (FT) afectan negativamente a la modificación de la expresión de los genes diana. Los FT actúan como represores, SUMO mejora el efecto represivo reclutando directamente el complejo de histona deacetilasa (HDAC), un corepressor transcripcional, u otros coreguladores transcripcionales a los FT (por ejemplo el Elk-1) sumoilados ligados al ADN. 
Aun así, muchos FT sumoilados son activadores transcripcionales la capacidad de los cuales para inducir la transcripción se ve afectada por la modificación de SUMO mediante uno o múltiples mecanismos. Por ejemplo, la sumoilación de FOxM1b favorece su translocación citosólica y facilita su degradación mediada por la ubiquitina, que se traduce en una expresión reducida de sus genes diana.
Por lo tanto, SUMO funciona como un represor general de los activadores transcripcionales, trabajando a muchos niveles, como medio para restringir su actividad y prevenir la expresión incontrolada de sus genes diana. 

#### Apoptosis celular
La proteína NAB2, es un regulador de la transcripción de genes durante el desarrollo y la función y la muerte celular de células inmunes. NAB2 es inducido a través de una variedad de estímulos extracelulares a través de receptores específicos localizados en la superficie celular. Factores extracelulares, como por ejemplo factores de crecimiento o cambios en el microambiente celular como hipoxia o irradiación, provocan aumentos de la expresión de NAB2 en células inmunes y no inmunes. NAB2 activa la expresión de TRAIL (TNF-related Apoptosis-Inducing Ligand), esta proteína induce procesos de muerte celular por apoptosis. NAB2 es SUMOilado, pero todavía no se ha estudiado si la SUMOilación de esta proteína altera positivamente o negativamente la función de NAB2 promoviendo la apoptosis celular. 

## Conjugación (SUMOilación)
La SUMOilación (o conjugación) se trata de una modificación post-traduccional que consiste en la unión covalente y reversible de proteínas SUMO a la lisina de otra proteína mediante un proceso en serie llevado a cabo por enzimas, muy similar al que conjuga la ubiquitina. La SUMOilación se puede producir no solo en proteínas aisladas sino también en complejos supramoleculares donde los efectos que esta tiene a nivel molecular son más difíciles de descifrar. Este proceso consta de 2 partes previas y 1 parte posterior:

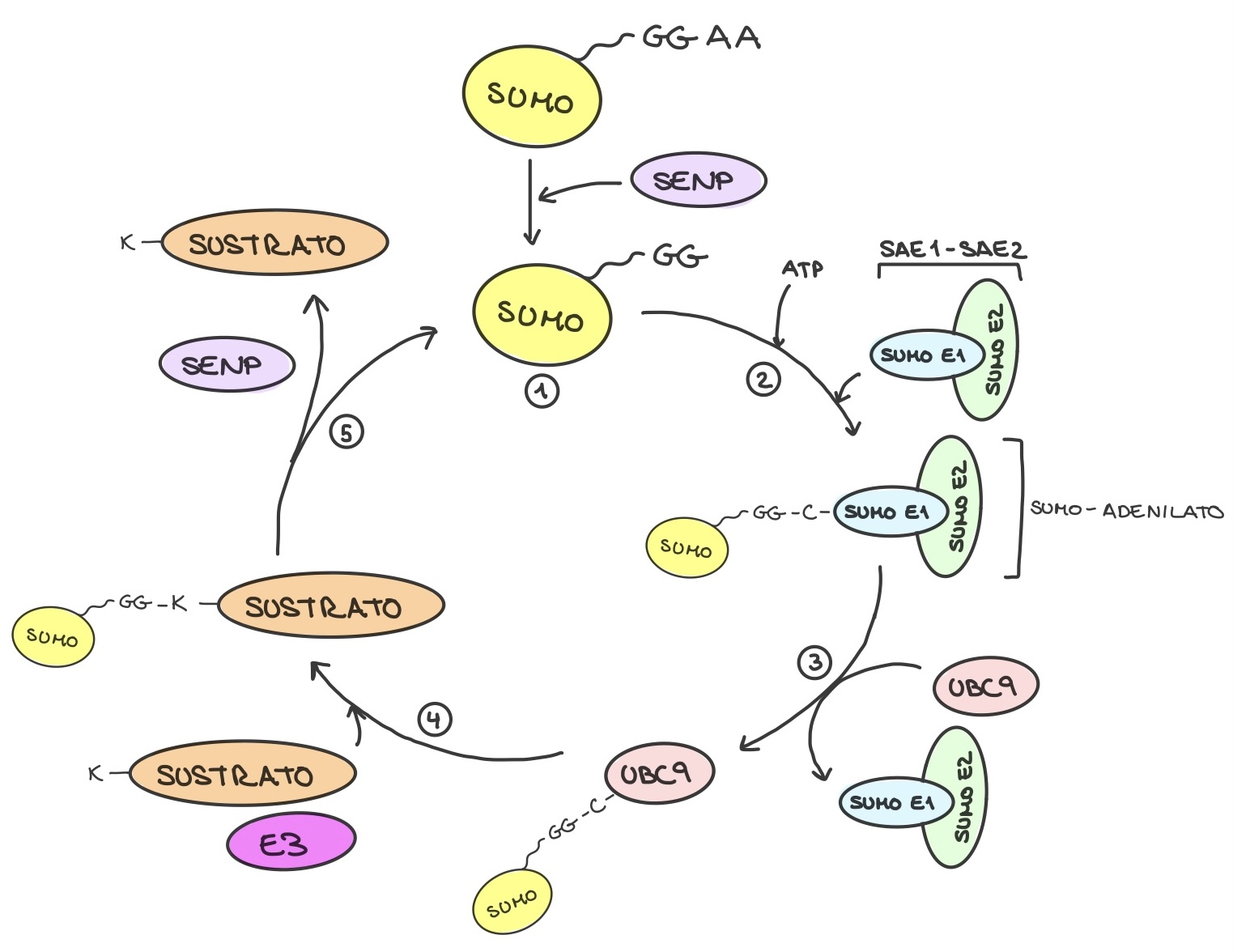
Figura 1. Proceso de SUMOilación. 1) SENP procesa la proteína SUMO immadura; 2) SAE1/2 activa SUMO; 3) SUMO es transferida a la SUMO ligasa Ubc9; 4) Ubc9 conjuga SUMO con el sustrato (en alguna ocasión se precisa la ayuda de SUMO E3 ligasas); 5) SENP separa SUMO del sustrato

### Maduración
La proteína SUMO se trata de un precursor inactivo y es activada mediante la enzima proteasa 1 específica similar a la ubiquitina (Ulp1) o proteasa 1 específica de sentrina (SENP, en humanos) que se encarga de cortar los cuatro aminoácidos del extremo carboxilo-terminal y exponer un motivo de di-glicina GG que se unirá posteriormente con el grupo amino de un residuo de lisina de la proteína diana.

### Activación
La enzima activadora de SUMO E1 es una proteína que contiene dos subunidades: el enzima activador de SUMO E1 (también llamado SAE1 o Aos1) y enzima activador de SUMO E2 (SAE2 o Uba2). Estas dos subunidades forman un heterodímero de SAE1-SAE2 o Aos1-Uba2. Este heterodímero precisa de ATP para activar la proteína SUMO, esta es activada mediante una adenilación (en forma dependiente de ATP-Mg2+) por parte de la enzima E1 (Aos1-Uba2) que forma el intermediario SUMO-adenilato. Este se transfiere a la cisteína del sitio catalítico de la subunidad SAE2.

### Conjugación
En este paso, SUMO es transferida a la proteína diana. SUMO es transferida a la cisteína del sitio catalítico de la SUMO E2 (Ubc9), que es capaz de conjugar SUMO directamente a la lisina del sustrato mediante el reconocimiento de una secuencia de SUMOilación y a través de un enlace isopeptídico. SUMO E2 puede ubicarse en el lado citoplasmático del complejo de poro nuclear (CPN) o en la lado del nucleoplasma del CPN. Finalmente, las proteasas SENP escinden SUMO de sus sustratos para reiniciar el ciclo.
Todavía no está claro cómo se regula la conjugación con SUMO, pero en el caso de SUMO-2/3 se sabe que la conjugación se ve incrementada como respuesta al estrés celular (por ejemplo, cuando se produce un aumento de la temperatura), delante de estas condiciones SUMO aumenta la solubilidad de algunos de sus sustratos para evitar la formación de agregados proteicos tóxicos.

### Ligación
Aunque muchos experimentos han comprobado que SUMO E1 y Ubc9 son suficientes para la conjugación de los sustratos, a veces se requiere la acción de la enzima E3 ligasa. SUMO E3 ligasa reconoce sustratos y participa en la SUMOilación a través de dos mecanismos.
- A través de la promoción de la disociación de la proteína SUMO de Ubc9 al interaccionar directamente con el sustrato y este contacto forma el complejo SUMO E2, lo que permite luego unir la proteína SUMO al sustrato

- A través del posicionamiento preciso del complejo SUMO E2, la ligasa SUMO E3 reduce la distancia entre el entre el enlace tioéster del complejo SUMO-E2 y el residuo de lisina del sustrato, lo que los acerca lo suficiente como para favorecer la unión entre E2 y el sustrato sin necesidad de interaccionar con este último

### Desconjugación
La SUMOilación es un proceso reversible. En la reacción de desconjugación, las SENP rompen el enlace peptídico que une SUMO con el grupo amino de los residuos de lisina. Esta familia de proteasas específicas consta de ocho tipos: SENP 1, SENP 2, SENP 3, SENP 4, SENP 5, SENP 6, SENP 7, SENP 8. SENP 8, pero, no actúa sobre SUMO us que presenta especificidad por la proteína Nedd8. El análisis de sus secuencias y de su centro catalítico muestra una clara relación evolutiva entre los diferentes tipos de SENP.
SENP1 y SENP2 liberan todas las formas de SUMO, mientras que SENP3 y SENP5 solo pueden desconjugar perfectamente SUMO2 y SUMO3. SENP6 y SENP7 también actúan perfectamente sobre SUMO2, pero actúan de manera más eficiente escindiendo las cadenas de SUMO2/3 ue están enlazadas a residuos de lisina más internos.
Las SENP se encuentran principalmente en estructuras nucleares o relacionadas con la energía nuclear.

## Enfermedades relacionadas
SUMO tiene un papel muy importante en el metabolismo celular (modifica la actividad enzimática, la localización de las proteínas en las células, las interacciones entre proteínas...). De hecho, puede llegar a influir en vías metabólicas completas mediante la alteración de los factores de transcripción o la translocación de estas vías. Así pues, está implicada en muchos trastornos, muchos de ellas metabólicos.

#### Diabetes melitius
La diabetes mellitus se incluye en este grupo de enfermedades metabólicas. Se caracteriza por la hiperglucemia y puede verse afectada no solo por factores ambientales, sino también por modificaciones epigenéticas y postraduccionales. SUMO se encarga de la modificación covalente reversible que regula dinámicamente las proteínas. En concreto, se ha identificado la SUMO 4 como un gen de susceptibilidad a la DT1 (diabetes tipo 1).

#### Alzheimer
La desregulación de la sumoilación está implicada en múltiples enfermedades neurodegenerativas, pues muchas proteínas implicadas en este tipo de enfermedades pueden sufrir sumoilación. 
Un ejemplo de estas proteínas es la Tau, esta se expresa principalmente en las neuronas y está involucrada en el mantenimiento axonal.
En el Alzheimer esta proteína defectuosa forma ovillos neurofibrilares intracelulares (NFTs) y con las proteínas mal plegadas amiloidebeta forman placas amiloide-ß (Aß) que tienen efectos nocivos sobre la función sináptica.   
La sobrespresión de SUMO-3 afecta a los niveles de Aß, mientras SUMO-1 también interviene en la generación de placas Aß mediante la acumulación de ß-secretasa BACE1, las concentraciones y tasas de actividad de esta enzima aumentan en el cerebro de enfermos de Alzheimer.
Las dos proteínas que intervienen en la formación de estas placas Aß son sustratos sumoilados. Por una parte, en cultivos celulares, se observó que la proteína precursora amiloidea (APP) estaba sumoilada en dos residuos de lisina. La sumoilación de esta se asocia con niveles reducidos de proteínas amiloide-ß de alto peso molecular que probablemente representan agregados de amiloide-ß. Las mutaciones con deficiencia de conjugación de una o las dos lisinas de la APP provocan un aumento de los niveles de agregados de amiloide-ß. Por lo tanto, un incremento de la toxicidad.   
Por otra parte, la proteína tau que interviene en la formación de los NFTs también puede ser sumoilada, casi exclusivamente por SUMO1. Además, también puede ser SUMOilada. La inhibición de la vía de degradación proteosomal aumenta la ubiquitinación de tau y disminuye su SUMOilación, cosa que sugiere que SUMO y ubiquitina podrían competir para regular la estabilidad de Tau. Aunque se ha demostrado que este tipo de agregados (placas amiloide-ß y NFT) son SUMO positivos, los agregados de tau analizados después de la muerte cerebral de enfermos con Alzheimer no se observan SUMO1 elevados por inmunohistoquímica. 
Esto podría explicarse por la alteración del proteosoma que se produce con esta enfermedad, así estos podrían provocar una baja regulación de SUMO-tau haciendo que disminuya la sumoilación.

#### Cáncer y la SENP1
Como se ha mencionado anteriormente, las proteínas SUMO interviene en procesos de regulación y señalización de las proteínas, así como también participa en el mantenimiento del ADN y de la homeostasis. Entre las diferentes cadenas de señalización, se conoce que estas proteínas modulan el camino del receptor de hormonas esteroideas, que está ligado al avance o progresión del cáncer, y a su vez, la interrupción de la homeostasis también está relacionada con el desarrollo de células cancerígenas.
Por ejemplo, la regulación de uno de los tipos de proteína SUMO, específicamente la SENP1, está relacionada con el desarrollo de cáncer de próstata, ya que esta se encuentra en altas cantidades en los tejidos cancerígenos de la próstata; y su vez, también se presenta a elevados niveles en los adenomas tiroideos. Por otro lado, se ha estudiado que la SENP1 tiene un papel importante en el desarrollo embrionario, ya que su disrupción o disturbación puede llegar a desarrollar teratomas.